# Улица Бернату (Рига)
Улица Бернату (латыш. Bernātu iela) — улица в Северном районе Риги, в историческом районе Межапаркс. Пролегает в направлении с юга на север, соединяя улицу Судрабу Эджус с улицей Аннас Саксес. С другими улицами не пересекается.
Длина улицы Бернату составляет 392 метра. На всём протяжении улица покрыта асфальтом, имеет статус жилой зоны. Разрешено движение в обоих направлениях. Средняя ширина проезжей части — 4,5 метра. Общественный транспорт по улице не курсирует.

## История
Улица была проложена в 1935 году с изменением планировки прилегающих участков по улицам Фирекера (ныне Судрабу Эджус), Мазпулку (ныне Аннас Саксес) и Эзермалас. В том же году ей было присвоено название в честь села Бернаты в Южно-Курземском крае, вблизи которого расположена крайняя западная точка Латвии. Переименований улицы не было.

## Застройка

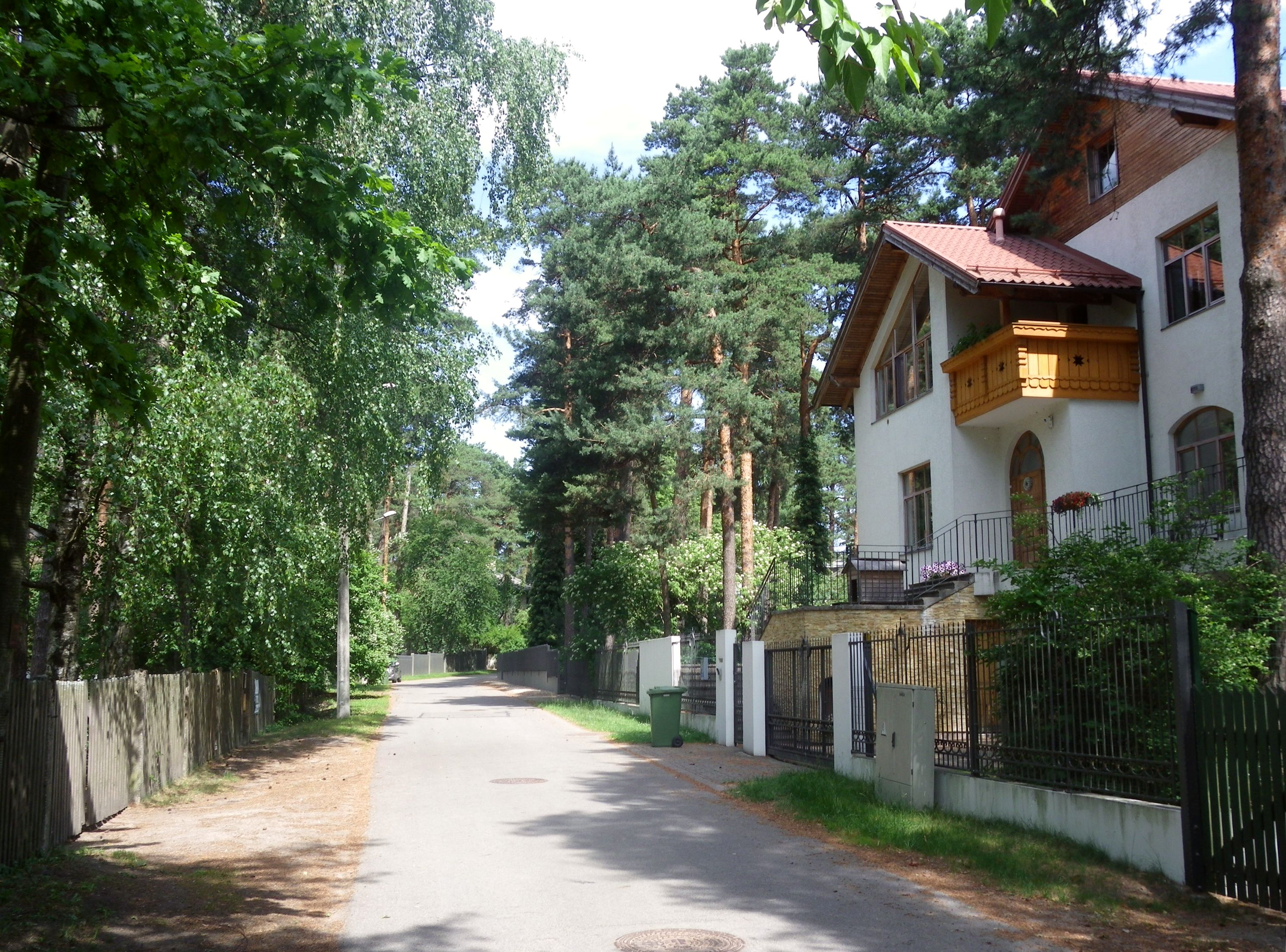
Улица у дома № 6А

Улица Бернату застроена частными жилыми домами, преимущественно конца 1940-х годов, и полностью входит в охранную зону исторического района Межапаркс. Отдельные здания построены в конце XX — начале XXI века (дома № 2А, 5, 6А, 15, 17) или значительно перестроены (дома № 8 и 9).
К началу Второй мировой войны застройка улицы не была начата, ни один земельный участок не имел адреса по улице Бернату.
- Дом № 15 — жилой дом скульптора Дзинтры Янсоне с художественной мастерской (1991, архитектор У. Заберс; перестроен в 2005 году)[5].